# Ferruccio Zambonini
Ferruccio Zambonini (* 17. Dezember 1880 in Rom; † 11. Januar 1932 in Neapel) war ein italienischer Mineraloge.

## Leben
Ferruccio Zambonini promovierte 1903 in Naturwissenschaften. Von 1904 bis 1905 war er Assistent am Lehrstuhl für Theoretische Chemie an der R. Scuole d´Ingegneria di Torino und von 1906 bis 1909 Assistent für Mineralogie an der R. Università di Napoli. 1909 erhielt er den Lehrstuhl für Mineralogie an der R. Università di Sassari und 1911 denselben an der R. Università di Palermo. Zwei Jahre später wurde er Ordinarius an der R. Scuole d´Ingegneria di Torino. Im Jahr 1922 wurde er Professor der Allgemeinen Chemie und Rektor an der Universität Neapel und blieb es bis zu seinem Tod.
Er war besonders aktiv im Studium der Mineralogie des Vesuvs. Das von ihm beschriebene Gesetz der Kristallographie, später bekannt als Zambonini-Regel, besagt, dass die Bildung von Mischkristallen eher durch den Radius der Ionen, als durch deren chemischen Eigenschaften beeinflusst wird.
Am 11. Januar 1932 starb er nach einem Herzinfarkt und wurde in Montelabbate beigesetzt.
Zambonini gilt als Erstbeschreiber für u. a. die Minerale Avogadrit, Bassanit und Muthmannit.

## Ehrungen
Die Minerale Ferruccit und Zamboninit wurden nach ihm benannt.